# Gerard Aalders
Gerard Aalders (Hellendoorn, 1946) is een Nederlandse historicus, scandinavist, schrijver en publicist.

## Biografie
Aalders voltooide twee studies aan de Universiteit van Amsterdam (geschiedenis en scandinavistiek) en promoveerde in 1989 op Swedish neutrality and the Cold War, waarin hij beschrijft waarom Zweden zich – in tegenstelling tot zijn Scandinavische buurlanden – niet bij de NAVO aansloot.
Hij werkte van 1993 tot 2011 als onderzoeker bij het Nederlands Instituut voor Oorlogsdocumentatie (NIOD). Hij schreef in die tijd een trilogie over de nazi-roof op Nederland (Roof, Berooid en Eksters), en verder boeken en artikelen over inlichtingen- en veiligheidsdiensten, geheime economische collaboratie, de Bilderbergconferenties, kartels, Koude Oorlog, WikiLeaks en enkele monografieën over Prins Bernhard. Aalders staat bekend als een fervent criticus van de prins. Als overtuigd republikein levert hij regelmatig kritiek op de monarchie.
In zijn boek Leonie wijdde hij een hoofdstuk aan de geruchten rondom de zogenaamde stadhoudersbrief die prins Bernhard in april 1942 aan Hitler zou hebben geschreven. De oerbron van die controversiële geschiedenis is Leonie Brandt-Pütz. Aalders heeft, ondanks wat zijn critici beweren, nooit beweerd dat de brief bestaat. De brief is vooralsnog niet boven water gekomen.
Hij schreef sinds 2011 als freelance onderzoeker en publicist diverse boeken en artikelen.
In 2018 betoogde hij dat het prestige van koningin Wilhelmina op drijfzand berust. Ontdaan van de vele mythes rond haar persoon, niet zelden door haar zelf in het leven geroepen, blijft volgens Aalders een vorstin over van geringe historische betekenis.
In hetzelfde jaar was Aalders samen met Sytze van der Zee als adviseur betrokken bij de publicatie van de herziene en uitgebreide editie van Oorlogsouders van Isabel van Boetzelaer. De oorspronkelijke versie van dit boek verscheen in 2017. Na publicatie bleek dat Oorlogsouders op essentiële punten onbetrouwbaar was. De herziene en uitgebreide editie uit 2018 kon de verdenking van geschiedvervalsing echter niet wegnemen. Zowel Aalders als Van der Zee hebben zich evenwel nooit van het boek gedistantieerd.
Aalders was redacteur van het kwartaalblad De Republikein. Hij is lid van het International Advisory Board of Scholars and Experts van het Central Registry of Information on Looted Cultural Property in Londen en bestuurslid van de Stichting Naleving Washington Principles.
Voorts maakt (of maakte) hij deel uit van de volgende onderzoeksgroepen:
- Holocaust and Polycracy in Western Europe 1940-1944 van de Universiteit van Konstanz, Duitsland
- Economy and War van de European Science Foundation (ESF)
- Cold War and Neutrality: East West Economic Relations in Europe van de Universiteit van Wenen